# Lafosse
Pour les articles homonymes, voir Lafosse (homonymie).
Lafosse est une ancienne commune de la Gironde, en France, rattachée à la commune de Pugnac en 1974.
Peuplée d'une centaine d'habitants, cette commune possède une église romane du XIIe siècle, Saint-Sulpice de Lafosse, valorisée par une association loi de 1901. Cette église est sur l'inventaire des Monuments historiques. À proximité de l'église, le château de Calmeilh était la demeure de seigneurs connus dans le canton.

## Liste des maires
| Période                                  | Période | Identité                         | Étiquette | Qualité |
| ---------------------------------------- | ------- | -------------------------------- | --------- | ------- |
| 1790                                     | 1790    | Pierre Bernuh                    |           |         |
| 1793                                     | 1793    | Barthélémy Faure de Saint-Hubert |           |         |
| 1794                                     | 1796    | Joseph Goyeau                    |           |         |
| 1797                                     | 1799    | Thomas Boyer                     |           |         |
| 1801                                     | 1807    | Giron Fonfroide                  |           |         |
| 1807                                     | 1813    | Nicolas Meynard                  |           |         |
| 1813                                     | 1830    | Barthélémy Fonfroide             |           |         |
| 1831                                     | 1842    | François Faure                   |           |         |
| 1844                                     | 1869    | Pierre Dupuy                     |           |         |
| 1870                                     | 1873    | Pierre Guichard                  |           |         |
| 1874                                     | 1887    | Thomas Boyer                     |           |         |
| 1888                                     | 1907    | Pierre Meynard                   |           |         |
| 1908                                     | 1926    | Jean Henri Bourdillas            |           |         |
| 1926                                     | 1935    | Valère Courpon                   |           |         |
| 1935                                     | 1937    | Alexandre Page                   |           |         |
| 1938                                     | 1952    | Jules Roy                        |           |         |
| 1953                                     | 1959    | Jean René Massé                  |           |         |
| 1959                                     | 1974    | Roger Roy                        |           |         |
| Les données manquantes sont à compléter. |         |                                  |           |         |

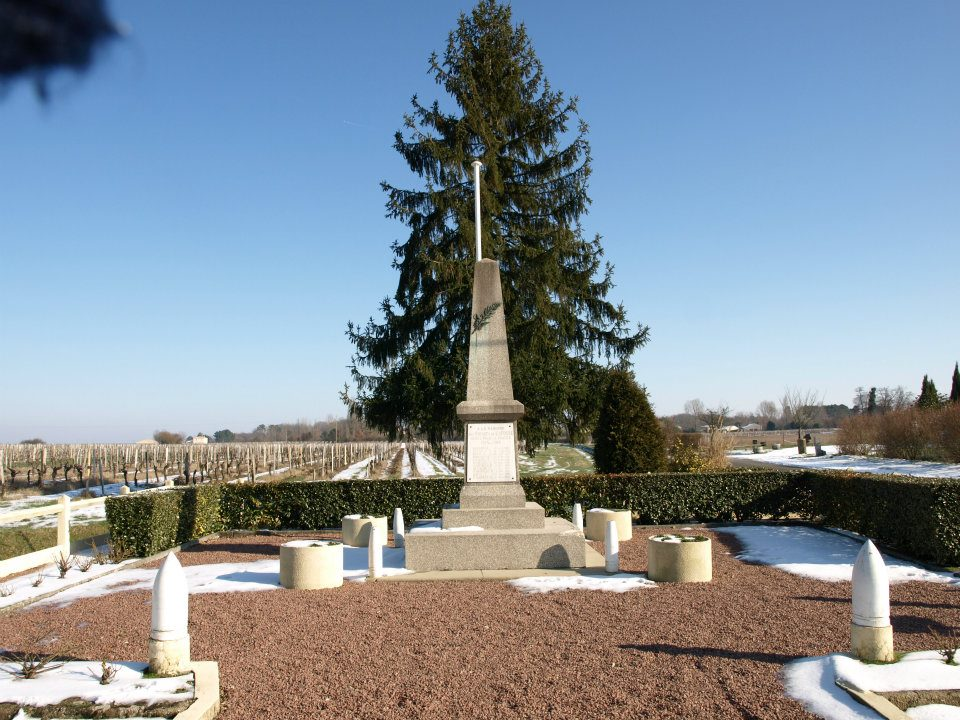
Monument aux morts
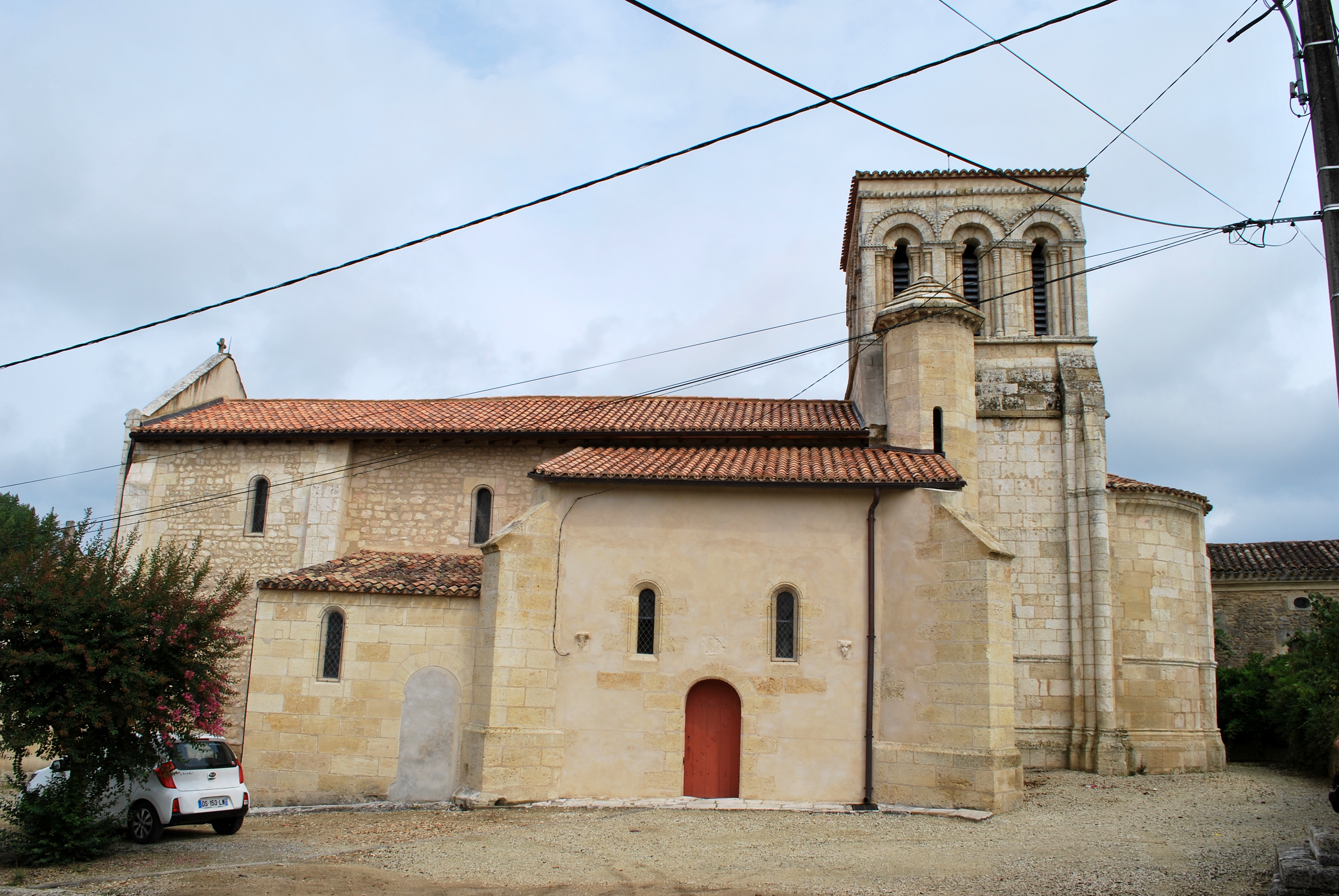
Église Saint-Sulpice